# Озиев, Ахмет Ильясович
Ахмет Ильясович Озиев (ингуш. Озанаькъан Илеза Ахьмад; 28 января 1902, Гамурзиево, Сунженский отдел — 22 декабря 1937) — ингушский советский поэт и переводчик. Один из основоположников ингушской поэзии и один из первых ингушских переводчиков, классик ингушской литературы. Член Ингушского литературного общества и Союза писателей СССР (1935).
Озиев принимал участие в гражданской войне в России. После установления советской власти он вернулся к учёбе. Вскоре занялся педагогической работой, участвовал в ликвидации безграмотности. Некоторое время работал в газете «Сердало», а затем — в исполкоме Галашкинского района. В 1937 году подвергся репрессиям, в том же году расстрелян. Посмертно реабилитирован в 1957 году.
Начал писать стихотворения в 1924 году; начиная с 1928 года, печатался в газете «Сердало», а позже — в сборниках стихов. Озиев изобрёл отличную от устной народной поэзии форму стиха и потому считается одним из создателей современной системы ингушского стихосложения. В своей поэзии он затрагивал  темы революции, коллективизации и индустриализации в СССР, эмансипации женщин и т.д. Благодаря переводческой деятельности Озиева ингушскому читателю стали доступны произведения русской классической и советской литератур.

## Биография

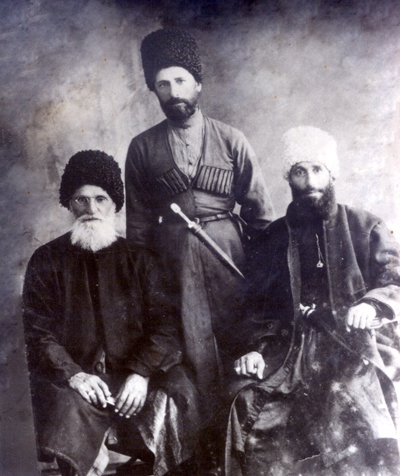
Слева на право: Абдурахман-Хаджи Озиев, его племянники Илез и Исмаил Озиевы. Владикавказ, 1907 год.

Родился 28 января 1902 года в селении Гамурзиево Сунженского отдела в семье муллы и арабиста Илеза Озиева (Илез-молла), являвшегося с 1912 года до самой своей смерти в 1942 году кадием Ингушетии. Он был учеником шейха Усмана-Хаджи Хантиева, в нижненаурском медресе которого учился на протяжении 12 лет.
Вначале Ахмет Озиев учился у своего отца арабскому языку и основам ислама, после чего у учителей Гамурзиевской русской начальной школы учил русский язык и литературу, химию, физику и биологию. К этому времени он владел ингушским, арабским и русским языками. Выучив арабский для чтения Корана, он увлёкся чтением сборника сказок «Тысяча и одна ночь» и произведений арабской литературы. После изучения русского языка будущий поэт перешёл к изучению русской классики.
Из-за начавшейся революции 1917 года был вынужден бросить учёбу в школе. В 1919—1920 годах Озиев принимал участие в установлении советской власти в Терской области. Он присутствовал на всех съездах ингушского народа, проводившихся в Назрани, Базоркине и Экажеве, где слушал речи таких революционеров, как С. Орджоникидзе, С. М. Кирова и С. С. Г. Буачидзе. Во время августовских боёв во Владикавказе находился в городе. Летом 1919 года принимал участие в боях с деникинцами, был свидетелем пожаров в Экажеве и Сурхахах.
После установления советской власти Озиев вернулся на учёбу. В 1923 году он участвовал в постановке пьесы З. К. Мальсагова «Похищение девицы». С 1924 года работал учителем в школе, позже — преподавателем в только что открывшимся Назрановском сельскохозяйственном техникуме. Затем являлся сельским культармейцем и заведующим пунктом по ликвидации безграмотности. В 1933 году Озиев устроился на работу в газету «Сердало». В 1934—1935 годах он был секретарём Галашкинского райисполкома. Был членом Ингушского литературного общества, в 1935 году вступил в Союз писателей СССР.
Озиев был женат на Пятимате Гакаевне. У пары был сын Магомед — педагог по образованию, и дочь Аминат — врач.
Из-за того, что Озиев был сыном кадия, в 1937 году он был арестован по обвинению в «контрреволюционной агитации» и приговорён к расстрелу. Расстрел был исполнен 22 декабря того же года. Как писал исследователь Б. Абадиев, Озиев был единственным из ингушских поэтов, который был арестован на основе доноса и затем расстрелян. После восстановления Чечено-Ингушской АССР, его реабилитацией добивались Б. Х. Зязиков, Дж. Х. Яндиев и Д. Д. Мальсагов, которые, находясь в 1956 году в Москве, отправляли письма и составляли документы, нужные для этого. Посмертная реабилитация Озиева была осуществлена в 1957 году в связи с отсутствием состава преступления. Вплоть до этого имя поэта не упоминалось в литературе.

## Творчество
Во время процесса перевода ингушской письменности на латиницу в газете «Сердало» публиковался новый алфавит вместе с упражнениями для его применения, с помощью них Озиев выучил ингушский литературный язык.
Озиев начал писать литературные произведения в 1924 году. Он не считал себя профессиональным поэтом, а поэзией занимался лишь в свободное от работы время. Свои произведения он не торопился публиковать, предпочитая работать над их усовершенствованием. Причину небольшого размера творческого наследия Озиева Д. Д. Мальсагов и Б. Х. Зязиков объясняли его требовательностью к себе. Поэт уничтожал произведения, которые казались ему недостаточно качественными, из-за чего начал публиковаться относительно поздно, в 1928 году.
И. А. Дахкильгов считал, что со смысловой точки зрения главная особенность поэзии Озиева заключается в её гражданственности, а с художественной точки зрения — в её новаторской художественной форме.

### Стиль
В 1924—1926 годах, то есть в первые годы своего поэтического творчества, Озиев решил, что характерная черта ингушского языка — постоянное интенсивное ударение на первом слоге. По мнению Д. Д. Мальсагова и Б. Х. Зязикова, этими особенностями родного языка поэта старался пользоваться в стихотворении «Идёт лошадка, попыхивая дымком». Он также пришёл к выводу, что в ингушской поэзии стоит чередовать долгие и краткие гласные в лиро-эпических произведениях, в которых ритм является спокойным и повествовательным. Неуместным этот стихотворный размер, по мнению поэта, был в лирических стихах и в произведениях, полных действия и диалога. Таким образом, по мнению авторов статьи «Основные этапы развития чечено-ингушской советской литературы» (1963), Озиев стал использовать систему стихосложения, почти одинаковую с русской силлабо-тоннической системой, которая в несколько изменённой виде и утвердилась в чечено-ингушской поэзии.
Д. Д. Мальсагов и Б. Х. Зязиков считали, что в своих произведениях Озиев «широко использовал словарное богатство, силу изобразительных средств и меткость выражений устного народного творчества». А. У. Мальсагов также считал, что поэт «широко пользовался её [народной поэзии] изобразительно-выразительными средствами». В то же время, исследователь обнаруживал в стихотворениях Озиева сильное влияние со стороны русской поэзии, главным образом в форме, что видно в попытке поэта обогатить рифму.
Несмотря на то, что Озиев заявил о себе несколько позже, чем Т. Д. Беков, Д. Д. Мальсагов и Б. Х. Зязиков считали, что он шёл по своему творческому пути «совершенно свободно» от влияния поэзии Бекова. Хотя оба поэта одинаково любили устную поэзию, всё же, по мнению исследователей, Озиев «лучше знал богатства поэтики русского стиха». В то время, как стихи Бекова в некоторой степени имели «искусственность ритма» из-за «подчёркнутых ударений», то Озиев «стремился к естественной лёгкости и выразительности стиха». И. А. Дахкильгов считал что, различие между языком произведений Озиева и Т. Д. Бекова заключается в том, что язык Озиева «более доступен, проще и приближается к современному [ингушскому] литературному языку», что, по его мнению, главным образом относится к синтаксисе. Отдельные лаконичные и выразительные куплеты Озиева стали ингушскими пословицами. Литературовед считал, что в отличие от Т. Д. Бекова и Ф. К. Мальсаговой, произведения которых по форме являются переходными от устной поэзии к письменной, Озиев был более скупым в использовании материала устного народного творчества ингушей. Несмотря на это, «самобытная поэзия А. Озиева нисколько не пострадала», — писал Дахкильгов. Будучи поэтом-искателем, он не довольствовался применением сильных изобразительных средств ингушского фольклора. По словам Д. Д. Мальсагова и Б. Х. Зязикова, Озиев пытался «писать не для чтения речитативом, не для пения, что характерно для произведений устной поэзии, а для выразительного чтения».
По мнению И. А. Дахкильгова, «большое поэтически-смысловое значение» у Озиева имела символика. В его поэзии трактор предстаёт лошадкой, попыхивающая дымком; паровоз — чёрный конь; СССР — корабль. В своей поэзии Озиев, по мнению литературоведа, немало внимания уделял и олицетворениям. К примеру, в стихотворении «Ленин бессмертен» природа предстаёт другом человека. Дахкильгов считал, что поэту удалось использовать в своей поэзии «краткие, но очень меткие портретных характеристики», одновременно используя «удачные эпитеты». Это, например, образ священника Г. А. Гапона, который в стихотворении «Октябрь наступает» одет в «абе» — в накидке или халате мулл.

### Обзор произведений

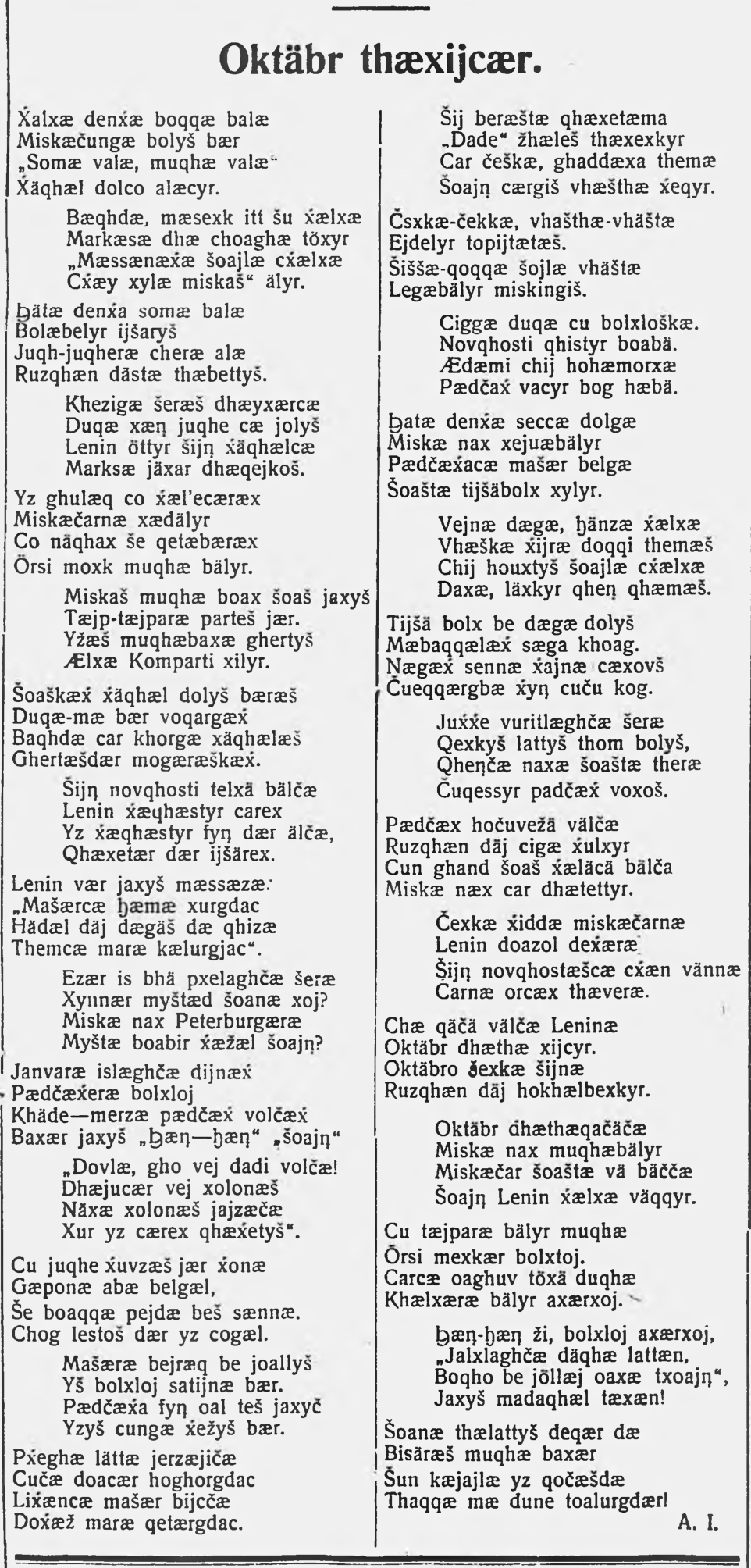
Первое издание стихотворения «Октябрь наступает» (из газеты «Сердало», 1928 год).

Будучи участником революции, Озиев посвятил ей своё первое стихотворение «Октябрь наступает» («Октябрь тӀахийцар»), написанное в 1924 году и опубликованное в 1928 году в газете «Сердало». После трёх лет работы над произведением, он переиздал его. По мнению И. А. Дахкильгова, переработанное стихотворение больше напоминает лирическую поэму. В стихотворении поэт описывает дореволюционную эпоху и классовую борьбу, в ней богачи пьют кровь рабочего класса. В стихотворении рассказывается об интернационализме, о тяжёлом положении людей дореволюционной эпохи, о следе Первой мировой войны, о пути, по которому люди пришли к революции. О. А. Мальсагов считал, что стихотворение в «отдельных куплетах достигает высокого мастерства, музыкально, звучно, отличается выдержанностью рифмы. Правда, этими достоинствами стихотворение отличается не во всех куплетах <…>».
В стихотворении «Богач и бедняк» («ВӀаьхийвари къевари») в форме ингушских сказок повествуется о дореволюционной эпохе, во время которой жили-были «богач» и «бедняк». Богач питался кровью трудящегося бедняка. Однако на помощь пришёл «русский брат», вместе с которым бедняк разгромил богача и его окружение. По мнению И. А. Дахкильгова, создавая абстрактно-фольклорную картину, поэт смог написать об интернационализме и революции.
После начала изменений в Советском союзе с 1928 года, Озиев взялся за написанием произведений на актуальные для его времени темы. Теме коллективизации посвящены стихотворения Озиева «Ранняя весна» («БӀаьстан юхь», написано в марте 1928 года), «Песня колхозника» («Колхозхочун илли», написано в апреле 1933 года), «Идёт лошадка, попыхивая дымком…» («Йодаш я алача, меллашха кӀур тувсаш…», написано в августе 1933 года), которые, по мнению И. А. Дахкильгова, схожи между собой. В них рассказывается, что для землепашца на место уходящей суровой, голодной и холодной зимы приходит тёплая и красивая весна. Весна олицетворяет для него светлое время. Эти времена года являются метафорами: зима — дореволюционная эпоха, весна — «новая жизнь», во время неё рабочие объединяют свои сила. В стихотворениях землепашцев призывают в колхозы, на полях которых используется «железный конь» — трактор для распахивания «межи прошлого». По мнению И. А. Дахкильгова, стихотворения написаны с «искренним и тёплым лиризмом».
Д. Д. Мальсагов и Б. Х. Зязиков считали, что стихотворением «Идёт лошадка, попыхивая дымком…» ингушское стихосложение достигло значительного успеха, поскольку в нём использовалась «оригинальная рифмовка»: рифм падает на первые три строки, исключая четвёртую строку. Это, по мнению критиков, придаёт стихам «известную живость». Кроме того, Мальсагов и Зязиков писали о «повествовательной интонации» стихотворения, которому «внутренние созвучие, синонимы и повторы» придают «силу, звучность». Они считали, что ингушские поэты, писавшие лиро-эпические произведения, брали стихотворение в качестве примера из-за его размера, напевности и мелодичности. Говоря о языке стихотворения, Мальсагов и Зязиков указывали на влияние со стороны устного народного творчества, это, в частности, трёхстопный хорей, эпитеты (например, «восставший от болезни больной», «потёртые плечи», «подъяремный», «золотое солнце»), а также способы описания зимы и прихода весны, которые близки к произведениям устного народного творчества. То, что Озиев использовал в стихотворении долгие и краткие гласные, добавил внутренние созвучия и «своеобразные» сравнения, а также сама рифмовка стихотворения — всё это являлось, по мнению критиков, «новым и оригинальным явлением» в ингушской поэзии. «Не случайно это стихотворение, как и другие произведения Ахмета Озиева, более тридцати лет не сходит со страниц школьных хрестоматий и всевозможных литературных сборников», — писали в 1963 году Мальсагов и Зязиков.
Озиев восхвалял индустриализацию, которой он посвятил стихотворение «Чёрный конь» («ӏаьржа ды»), написанное в 1937 году. Метафорически оно схоже со стихотворением «Идёт лошадка, попыхивая дымком…». В стихотворении метафорой паровоза предстаёт чёрный конь, у которого «чугунные и шарообразные ноги», в его глазах пламя, а над его головой — звёзды. Как бы общаясь с конем, поэт говорит ему, что его кормили столько же сколько и других коней, что он вырос из «фарфорового жеребца». По мнению И. А. Дахкильгова, ритмически «Чёрный конь» выделятся из других стихотворений Озиева; благодаря наезду паровоза стихи являются короткими, а ритм быстрый и имитирует шум колёс. В этом литературовед видит умение Озиева улучшать форму своего стихотворения.
О женском образовании, или же об эмансипации женщин говорится в стихотворениях «Девочка» («ЙиӀиг», написано в июне 1928 года) и «Идут к свету» («Сердалонга болх», написано в мае 1933 года). В «Девочке» проблема освобождения женщины главным образом решается просвещением. По мнению Д. Д. Мальсагова и Б. Х. Зязикова, стихотворение написано лаконичным и простым языком, в нём нет высокопарных слов. Путь девочки в школу проходит через густой туман — «тёмное прошлое», тем временем как «представители прошлого» в образе собаки с некого двора лают на неё, а утренний ветерок «новой эпохи» балует девочку. Она продолжает идти в школу, несмотря на осуждения со стороны «защитников старого». К тому времени положение женского образования было тяжёлым, Озиев радуется тому, что девочка идёт в школу. Понимая, что из неё будет в будущем полезный член общества, поэт встаёт на её защиту:
Перестаньте, не обижайте девочку!

Цветок этот даст плод обильный,

Чтоб стоять впереди своих сестёр,

Идёт она в светлую школу.
В другом стихотворении «Идут к свету» путь к просвещению женщины лежит в её участии в общественной жизни и в росте национальной культуры. Женщины уже стоят в борьбе с пережитками прошлого, те, что работают в ликбезпунктах, вызывают людей в колхозы. Стихотворение посвящено горянкам села Горной Ингушетии — Алкуна, просвещение которых не раз упоминалось на страницах газеты «Сердало» в 1930-х годах.
Стихотворение Озиева «Ленин бессмертен» («Ленин веннавац»), написанное в январе 1934 года, посвящено смерти Ленина.
В стихотворении «Корабыль» («Кема») Озиева, написанном в апреле 1936 года, СССР сравнивается с кораблём, который управляется партией. Несмотря на «грозные волны и крики паникёров», корабль продолжает идти по своему курсу.
В своём последнем стихотворении «Испании» («Испанега»), написанном в апреле 1937 года, поэт славит людей, воевавших против националистов («фашистов») во время гражданской войны в Испании. Озиев был первым из ингушских поэтов, кто в своём произведении выступил против фашистов. По мнению И. А. Дахкильгова, стихотворение знаменовало новый этап в творчестве поэта.

## Переводческая работа
Д. Д. Мальсагов и Б. Х. Зязиков писали в 1963 году, что переводы Озиева «до сих пор считаются образцовыми». И. А. Дахкильгов считал, что переводы Озиева читаются как в оригинале.
По словам И. А. Дахкильгова, Озиев положил начало ингушских переводов поэтических произведений. Так, он перевёл такие произведения русской классики и советской литературы как «Кавказский пленник», «Зимний вечер», «Памятник», «Кавказ», «Арион» А. С. Пушкина, «Парус» М. Ю. Лермонтова, стихи (например, «Снежинки») и басни Д. Бедного, песню Г. М. Кржижановского «Смело, товарищи, в ногу». По мнению И. А. Дахкильгова, Озиев высоко ценил значение переводческой работы. Так, он работал три года над поэмой «Мцыри» М. Ю. Лермонтова, перевод которой так и остался неопубликованным.
Молодые и неопытные ингушские переводчики допускали ошибки, поскольку они еще недостаточно владели русским языком, родной письменностью и искусством перевода. И. А. Дахкильгов считал, что переводческая работа Озиев имела успех, так как он «обладал завидным талантом, достаточной эрудицией, трудолюбием и смелостью», нужные, по словам литературоведа, чтобы «у колыбели ингушской поэзии создавать переводы». В качестве примера Дахкильгов приводил сделанный Озиевым перевод стихотворения М. Ю. Лермонтова «Воздушный корабль» (в переводе «Фон кема»), который, на момент 1975 года, по его мнению, являлся одним из лучших переводов в ингушской переводной литературе, «несмотря на то, что за последние годы мастерство перевода значительно шагнуло вперед». Оригинальное произведение написано чётырехстишийным, в которых рифма присутствует во втором и четвёртом стихах. И. А. Дахкильгов считал, что Озиев ответственно подошёл к переводу стихотворения. Поняв структуру стихотворения, он сделал перевод, являющиеся, по мнению литературоведа, очень близким к оригинальному произведению. Беря во внимание то, что в ингушском языке ударение на вторых слогах является чуждым, первый куплет стихотворения был переведён на ингушский язык Озиевым таким образом, чтобы ударения русского текста в ингушском иногда соответствовали долготе гласных. Кроме того, по мнению Дахкильгова, в переводе хорошо представлена рифма:
Уж седкъий хьалкхетача хана.

Цу сийнача форда тӏа цхьаь,

Цхьа кема да хьийдда ше додаш.

Шин дерриг гаташ совсадаь.
И. А. Дахкильгов считал, что переводческая работа очень сильно помогала начинающим писателям ещё молодой ингушской литературы, посколько они учились на классических произведениях, которые направляли их творческий путь. Так, в стихотворении «Ленин бессмертен» Озиева, по словам Дахкильгова, есть параллели с «Снежинками» Д. Бедного, а «Корабль» («Кема») Озиева имеет параллели с «Арионом» А. С. Пушкина. По мнению Дахкильгова, из переводов произведений Д. Бедного, сделанных Озиевым, «особенно хорошим» является перевод стихотворения «Снежинки», который, как утверждал литературовед, стоит в одном ряду с оригиналом. Д. Д. Мальсагов и Б. Х. Зязиков считали, что хотя переводы Озиева произведений А. С. Пушкина были «значительным явлением», всё же у него не получилось «передать лёгкость и звучность» пушкинского стиха.
Переводы Озиева сначала публиковались в газете «Сердало», ныне они появляются на страницах журнала «Литературная Ингушетия».

## Оценки и память
Озиев считается одним из основоположников ингушской поэзии и первых ингушских переводчиков, а также классиком ингушской литературы. Д. Д. Мальсагов писал об Озиеве как одном из создателей ингушской литературной формы. Того же мнения был и другой литературовед — О. А. Мальсагов, который считал, что Ахмет Озиев, наряду с ингушскими поэтами вроде Х.-Б. Ш. Муталиевым и С. И. Озиевым, усердно работал над созданием нового ингушского стихосложения. «Они по существу являются теми новаторами формы ингушского стихосложения, которой пользуется большинство наших писателей в настоящее время», — отмечал О. А. Мальсагов. Д. Д. Мальсагов и Б. Х. Зязиков считали, что отдельные успехи Озиева в стихосложении «остались непревзойдёнными и сегодня». Новаторским стихосложением Ахмета Озиева пользовались Х.-Б. Ш. Муталиев, Дж. Х. Яндиев, К. О. Чахкиев и другие.
Д. Д. Мальсагов и Б. Х. Зязиков считали, что стихотворения и переводы Озиева являются «не пройденным путем ингушской литературы», поскольку на них и «сейчас с увлечением читаются учащейся молодежью, на них учатся начинающие поэты». Под влиянием стихотворения Озиева «Ленин бессмертен», Яндиев написал стихотворение «На смерть Орджоникидзе». Другое стихотворение Озиева — «Испании» имеет общие мотивы и стихи с другими произведениями ингушских писателей, посвященные конфликтам в Египте, Кубы, Анголе и Вьетнаме.
Положительно о творчестве Озиева высказались такие поэты и писатели как Дж. Х. Яндиев, Х.-Б. Ш. Муталиев, Х. С. Осмиев и Ю. Т. Чахкиев. Последний считал, что стихотворения Озиева — «жемчужины ингушской поэзии». Считавший Озиева своим любимым поэтом и учителем К. О. Чахкиев написал, под псевдонимом «Муртазара Руслан», стихотворение «Об Ахмете Озиеве», в котором о нём говорится следующим образом:
Попробуй-ка кто-нибудь крепче сказать,

Чем напоенные правдой слова его.

Из нас дотянет ли кто до него

Хотя бы к глубокой старости?
Озиеву посвятил стихотворение и М.-С. А. Плиев — оно называется «Прерванная песня» («Хаьда илли»).
25 января 2007 года в Национальной библиотеке Ингушетии проходил в форме «Устного журнала» вечер, посвященный 105-летию со дня рождения Озиева. Во время него исследователь Б. Абадиев предлагал создать литературный музей Ахмета Озиева, а писатель С. И. Чахкиев предлагал назвать имени поэта одну из улиц или школ Ингушетии. В январе 2022 года в библиотеке проходила юбилейная выставка, посвящённая жизни и творчеству Озиева.

### Сборники
- Иллеш (ингуш.) / Дешхьалхе Мальсагов Дошлакъий. — Шолжа‑гӏала: Нохчгӏалгӏпачхьалкхиздат, 1937. — 53 с.
- Иллеш (ингуш.) / Дешхьалхе Мальсагов Ахьмада. — Грозный: Нохч-Гӏалгӏай кн. изд-во, 1964. — 95 с. — 500 экз.
- Бӏаьсти кхаьчай :  [ингуш.] : Стихотворенеши таржамаши / Оттадаьр, дешхьалхе, белгалдаккхар яздаьр: А. Мальсагов.; Ред.: А. А. Зязиков. — Грозный : Нохч-Гӏалгӏай кн. изд-во, 1977. — 65 с. — 1000 экз.

### Стихотворения (отдельными публикациями)
- А. И. Октябрь тӏахийцар (ингуш.) // «Сердало». — 1928. — 7 наджгоанцхой (№ 2). — С. 3.
  - О-н. А. Октябрь тӏахийцар // Гӏалгӏай назмаш (стихаш) :  [ингуш.] : Сб. стихов / Гулдар: Мутаӏали н. Хь. Б. — Буру : Сердало—Крайнациздат, 1931. — С. 10—13. — 76 с. — 2000 экз.
- Ахьмад. Йиӏиг // Говзаме йоазош :  [ингуш.] : Литсборник / Гӏалгӏай Литературан Юкъарал. — Буру : Сердало—Крайнациздат, 1931. — С. 9. — 51 с. — 1000 экз.
- О. Сердалонга болх (ингуш.) // «Сердало». — 1933. — 21 тушола (№ 33). — С. 2.
- Ахьмад. Мальсагов Зоврбикага (ингуш.) // «Сердало». — 1933. — 5 маьтсела (№ 57—58). — С. 2.
- Озиев Ахьмад. Йодаш я алача, меллашха кӏур тувсаш… (ингуш.) // «Сердало». — 1933. — 13 аьтинга (№ 79—80). — С. 3.
- А. Ленин веннавац (ингуш.) // «Сердало». — 1934. — 22 наджгоанцхой (№ 7). — С. 1.
- О-н. А. Бӏаьстан юхь (ингуш.) // «Сердало». — 1928. — 2 бекарга (№ 23). — С. 4.
  - А. Колхозхочун бӏаьсти (ингуш.) // «Сердало». — 1933. — 1 бекарга (№ 40). — С. 1.
    - Озиев А. Бӏаьсти (ингуш.) // «Сердало». — 1937. — 1 маьтсела (№ 39). — С. 2.
- Лоаманхо. Испанега (ингуш.) // «Сердало». — 1937. — 9 бекарга (№ 32). — С. 3.

### Комментарии
1. ↑  Встречается вариант «Ахмед»[3] и «Илезович»[4].
2. ↑  Встречается вариант: «Идёт маштак, попыхивая дымком…»[10].
3. ↑  Оригинал[37]:
Совца, совца, ма чувхае из йиӏиг!

Сом беркате лургболаш да из зизилг.

Ший йижарашта лелае хьалхале

Ма йодий из цу сердалон школе.
4. ↑  Оригинал[42]:
По синим волнам океана,

Лишь звезды блеснут в небесах,

Корабль одинокий несется,

Несется на всех парусах.
5. ↑  В более ранней работе — «Ингушская литература» (1975) И. А. Дахкильгов предполагал на основе «сходства символов и пр.», что Озиев написал стихотворение «Корабль» под влиянием стихотворений Д. Бедного «Рабочий привет» и «На ленинский маяк». Однако «с уверенностью» он утверждал, что стихотворение ингушского поэта было написано под влиянием «Капитана земли» С. А. Есенина[46].
6. ↑  Оригинал[12]:
Цул чӏоагӏагӏа алийтал кхычунга

Бакьлерца кхохкаденна дош.

Тхох цхьаккхе кхоачаргвий-те цунга,

Къаденна агалехьа гош?

### На русском
- Дахкильгов И. А. Ингушская литература (период развития до 40-х годов) / Ред.: А. А. Зязиков. — Грозный: ЧИКИ, 1975. — 184 с. — 1000 экз.
- Кодзоев Н. Д. Город Назрань / Рец.: М. Б. Долгиева, Т. М. Мальсагова и Т. Х. Матиев. — Магас: «Сердало», 2006. — 272 с. — 2000 экз. — ISBN 5-94452-074-4.
- Корзун В. Б., Мальсагов Д. Д., Ошаев Х. Д. Основные этапы развития чечено-ингушской литературы // Очерк истории чечено-ингушской литературы / Отв. ред.: В. Б. Корзун. — Грозный: ЧИКИ, 1963. — С. 46—73. — 240 с. — 3000 экз.
- Мальсагов Д. Д., Зязиков Б. Х. А. И. Озиев // Очерк истории чечено-ингушской литературы / Отв. ред.: В. Б. Корзун. — Грозный: ЧИКИ, 1963. — С. 179—183. — 240 с. — 3000 экз.
- Мальсагов А. У. Озиев Ахмет Ильясович // Писатели советской Чечено-Ингушетии : биобиблиогр. справочник / А. У. Мальсагов, Х. В. Туркаев. — Грозный : ЧИКИ, 1969. — С. 101—103. — 147 с. — 2000 экз.
- Мальсагов О. А. Библиографический справочник по ингушской художественной литературе / Вступ. ст. В. А. Васильева; Ред.: А. М. Шадиев. — Орджоникидзе: «Сердало», 1933. — 37 с. — 1000 экз.
- Мальсагов О. А. Творчество Хаджи-Бекира Муталиева // Известия ЧИНИИИЯЛ / Ред.: А.-Х. А. Саламов, М. Д. Чентиева, Х. Д. Ошаев. — Грозный : Изд-во «Грозненский рабочий», 1959. — Т. 2, вып. 3. Лит. — С. 114—145. — 172 с. — 1000 экз.
- Патиев Я. С. Писатели Ингушетии. Кн. 1 : [в 2 кн.] / Руководитель проекта: Р. А. Газдиева; НБРИ им. Дж. Х. Яндиева. — Ростов н/Д. : Южный издательский дом, 2015. — 200 с. — 1000 экз. — ISBN 978-5-98864-071-4.
- Патиев Я. С. Озиев Ахмет Илезович // Музыкальный атлас. Ингушетия / Сост.: Т. А‑Х. Дзаурова [и др.]; Рец.: М. Б. Долгиева, В. А. Чернявский, А. А. Жаманова. — Ростов н/Д.: Южный издательский дом, 2023. — Т. 1. — С. 284—285. — 352 с. — 1000 экз. — ISBN 978‑5‑98864‑167‑4.

### На ингушском
- Дахкильгов И. А. Гӏалгӏай говзаме литература (1944-ча шеррага кхаччалца) :  [ингуш.] / Гл. ред.: Т. И. Машуков; Рец.: М. А. Матиев, А. М. Евлоева. — Нальчик : ГП КБР РПК, 2009. — 608 с. : ил. — 1000 экз. — ISBN 978-5-9996-0018-9.
- Мальсагов А. Деша говзанча : Дешхьалхе // Бӏаьсти кхаьчай :  [ингуш.] : Стихотворенеши таржамаши / Оттадаьр, дешхьалхе, белгалдаккхар яздаьр: А. Мальсагов.; Ред.: А. А. Зязиков. — Грозный : Нохч-Гӏалгӏай кн. изд-во, 1977. — С. 3—7. — 65 с. — 1000 экз.
- Мальсагов А. Белгалдаккхар // Бӏаьсти кхаьчай :  [ингуш.] : Стихотворенеши таржамаши / Оттадаьр, дешхьалхе, белгалдаккхар яздаьр: А. Мальсагов.; Ред.: А. А. Зязиков. — Грозный : Нохч-Гӏалгӏай кн. изд-во, 1977. — С. 63—64. — 65 с. — 1000 экз.
- Озиев А. Бӏаьсти кхаьчай :  [ингуш.] : Стихотворенеши таржамаши / Оттадаьр, дешхьалхе, белгалдаккхар яздаьр: А. Мальсагов.; Ред.: А. А. Зязиков. — Грозный : Нохч-Гӏалгӏай кн. изд-во, 1977. — 65 с. — 1000 экз.